# Chennakeshava hram u Somanathapuri
Chennakeshava hram u Somanathapuri (kannada: ಶ್ರೀ ಚೆನ್ನಕೇಶವ ದೇವಸ್ಥಾನ), također poznat i kao Keshava hram u Somanathapuri, je hinduistički hram iz 13. stoljeća u Somanathapuri, u indijskoj državi Karnataka. Hram je dio UNESCO-ove svjetske baštine poznate kao „Svetišta kraljevstva Hoysala”, zajedno sa hramovima Hoysaleswara u Halebiduu i hramom Chennakeshava u Beluru, koji su nešto sjevernije.
Dao ga je izgraditi Somanatha Dandanayaka, general Hoysala kralja Narasimhe III.,  1258. godine, na obalama rijeke Kaveri u Somanathapuri (novoosnovanom gradu nazvanom po njemu), 38 km od središta okruga, grada Mysurua, i oko 170 km od Bangalorea, glavnog grada Karnatake.
Bogato ukrašeni hram model je arhitekture kraljevstva Hoysala. Hoysala hramovi svjedoče o umjetničkim, kulturnim i teološkim perspektivama u južnoj Indiji 12. stoljeća i vladavini dinastije Hoysala. 
Hram Chennakesava, navodi autor George Michell, predstavlja vrhunac razvoja hramskog stila Hoysala, a ujedno je i jedinstven na mnogo načina. Hram je zatvoren u dvorištu s hodnikom s stupovima i malim svetištima (oštećenim). Glavni hram u središtu nalazi se na visokoj platformi u obliku zvijezde s tri simetrična svetišta (garbha-griha), postavljena u kvadratnu matricu, orijentiranu duž osi istok-zapad i sjever-jug. 
Zapadno svetište bilo je za kip Kešave (nedostaje), sjeverno svetište Janardhane, a južno svetište Venugopale, sve oblike Višnua. 
Svetišta dijele zajedničku dvoranu (sabha-mandapa) s mnogo stupova. Vanjski zidovi, unutarnji zidovi, stupovi i strop hrama zamršeno su izrezbareni teološkom ikonografijom hinduizma i prikazuju opsežne frizove hinduističkih tekstova kao što su Ramayana (južni dio), Mahabharata (sjeverni dio) i Bhagavata Purana (zapadni dio središnjeg hrama).
Iako je nekoliko promjena tijekom stoljeća utjecalo na kompleks, poput gubitka vjerskih aktivnosti u Somanathapuri, oblici, materijali, namjena, tradicije, duh i osjećaj izvornog hrama uglavnom su netaknuti. 
- Tlocrt hrama Chennakesava u Somanathapuri
- Platforma oko hrama služi kao staza za kruženje vjernika
- Reljefni zidni panel i friz s profilacijom oko glavnog hrama Kesava
- Različite trake na donjem dijelu vanjskog zida glavnog hrama Kešava. A: platforma; B: slonovi u maršu; C: konjanici u maršu; D: svitak prirode; E: frizovi hinduističkih tekstova.
- Hram Kešava ima stotine reljefa, uglavnom višnavskih, ali i prikaza Šaive, Šakti i Saure

## Vanjske poveznice
|  | Zajednički poslužitelj ima još gradiva o temi Chennakeshava hram u Somanathapuri |

- Somanathapura, Temple art of the Hoysala Dynasty  Arhivirana inačica izvorne stranice od 31. svibnja 2008. (Wayback Machine) (engl.) Arhivirano 31. svibnja 2008.
- Galerija fotografija (engl.)